# La Chaux (Doubs)
La Chaux ist eine französische Gemeinde mit 611 Einwohnern (Stand: 1. Januar 2022) im Département Doubs in der Region Bourgogne-Franche-Comté. Inoffiziell wird La Chaux zur Unterscheidung von anderen Gemeinden desselben Namens auch La Chaux-de-Gilley genannt. Die Gemeinde gehört zum Arrondissement Pontarlier und ist Mitglied im Gemeindeverband Communauté de communes entre Doubs et Loue. Die Bewohner werden Saugets und Saugettes genannt.

## Geographie
La Chaux liegt auf 884 m, etwa 15 km nordnordöstlich der Stadt Pontarlier (Luftlinie). Das Straßendorf erstreckt sich im Jura, in einer weiten Mulde zwischen den Höhen von Crêt Monniot im Norden und dem Waldgebiet Bois des Courtots im Süden, in der Region Val du Saugeais.
Die Fläche des 16,94 km² großen Gemeindegebiets umfasst einen Abschnitt des französischen Juras. Der zentrale Teil des Gebietes wird von einer Längsmulde eingenommen, die in geologisch-tektonischer Hinsicht eine Synklinale im Faltenjura bildet. Diese Senke ist etwas mehr als 1 Kilometer breit, weist eine Länge von 6 km auf und liegt durchschnittlich auf 880 m. Sie wird überwiegend von Wies- und Weideland bedeckt. Das Plateau besitzt keine oberirdischen Fließgewässer, weil das Niederschlagswasser im verkarsteten Untergrund versickert. Nach Norden erstreckt sich das Gemeindeareal bis auf den breiten Kamm des Crêt Monniot, auf dem mit 1113 m die höchste Erhebung von La Chaux erreicht wird. Dieser Höhenzug bildet eine Antiklinale und ist gemäß der Streichrichtung des Juras in dieser Region in Richtung Südwest-Nordost orientiert. Nach Süden erstreckt sich das Gemeindeareal auf die angrenzenden Waldhöhen mit dem Bois des Courtots und dem Bois de Montflovin (bis 1030 m).
Zu La Chaux gehören neben dem eigentlichen Ort auch verschiedene Weiler und zahlreiche Einzelhöfe, darunter:
- Les Plans (877 m) im westlichen Teil der Senke von La Chaux
- Les Champs Guyons (885 m) in der Senke von La Chaux
- Le Crêt (905 m) in der Senke von La Chaux am Südfuß des Crêt Monniot

Nachbargemeinden von La Chaux sind Aubonne und Arc-sous-Cicon im Norden, Gilley im Nordosten, Pays-de-Montbenoît im Osten und Südosten, Maisons-du-Bois-Lièvremont und Arçon im Süden sowie Bugny und Ouhans im Westen.

## Geschichte
Im Mittelalter gehörte La Chaux zur klösterlichen Herrschaft Montbenoît. Zusammen mit der Franche-Comté gelangte das Dorf mit dem Frieden von Nimwegen 1678 an Frankreich.

## Sehenswürdigkeiten
Die Dorfkirche Saint-Antide wurde in der zweiten Hälfte des 19. Jahrhunderts erbaut. Im Ortskern sind verschiedene Bauernhäuser aus dem 18. und 19. Jahrhundert im traditionellen Stil des Haut-Doubs erhalten.

## Bevölkerung
| Jahr                       | 1962 | 1968 | 1975 | 1982 | 1990 | 1999 | 2010 |
| Einwohner                  | 381  | 380  | 339  | 348  | 351  | 376  | 424  |
| Quellen: Cassini und INSEE |      |      |      |      |      |      |      |

Mit 611 Einwohnern (Stand 1. Januar 2022) gehört La Chaux zu den kleinen Gemeinden des Département Doubs. Nachdem die Einwohnerzahl in der ersten Hälfte des 20. Jahrhunderts markant abgenommen hatte (1896 wurden noch 569 Personen gezählt), wird seit Beginn der 1980er Jahre wieder ein Bevölkerungswachstum verzeichnet.

## Wirtschaft und Infrastruktur
La Chaux war bis weit ins 20. Jahrhundert hinein ein vorwiegend durch die Landwirtschaft (Viehzucht und Milchwirtschaft) geprägtes Dorf. Daneben gibt es heute verschiedene Betriebe des lokalen Kleingewerbes. Viele Erwerbstätige sind auch Wegpendler, die in den umliegenden größeren Ortschaften ihrer Arbeit nachgehen.
Die Ortschaft liegt abseits der größeren Durchgangsstraßen an einer Departementsstraße, die von Gilley nach Bugny führt. Weitere Straßenverbindungen bestehen mit La Longeville und Arc-sous-Cicon.